# Dysdera afghana
Dysdera afghana là một loài nhện trong họ Dysderidae.
Loài này thuộc chi Dysdera. Dysdera afghana được J. Denis miêu tả năm 1958.